# أييا مارينا (أتيكي)
أييا مارينا (Αγία Μαρίνα) هي قرية و ميناء صغير في إقليم أتيكا في اليونان.
يبلغ عدد سكانها حوالي 2914 نسمة.